# Distretto di Ribáuè
Il distretto di Ribáuè è un distretto del Mozambico, facente parte della Provincia di Nampula.